# Data-acquisitie
Data-acquisitie is het met een computer verzamelen van gegevens over parameters van bedrijfsprocessen, waarbij het resultaat vaak direct online wordt geanalyseerd en gepresenteerd. Het is een begrip uit de tweede helft van de 20e eeuw, toen het mogelijk werd grote hoeveelheden gegevens met de computer te verwerken.
Data-acquisitie kan op veel verschillende manieren gebeuren. Een analoog-digitaalomzetter kan voor metingen in de natuurkunde worden gebruikt om een analoog signaal in een door de computer te verwerken digitaal signaal om te zetten. 
Voorbeelden:
- SCADA
- complex onderzoek in elektriciteitscentrales, olieraffinaderijen en laboratoria
- metingen in de natuur voor onderzoek aan een habitat